# Gil Mehmert
Gil Mehmert, né le 19 février 1965 à Werne, est un metteur en scène de comédie musicale, de spectacle lyrique et de théâtre allemand ; il est également réalisateur, librettiste et adaptateur.

## Biographie
Gil Mehmert étudie la musique à Cologne ; il se forme ensuite à la mise en scène à l'Université de musique et des arts de Munich dont il sort diplômé en 1991.
Dès 2003, il enseigne la mise en scène au sein du département de comédie musicale à l'Université Folkwang d'Essen.
Depuis ses débuts en tant que metteur en scène, dans les années 2000, il s'est illustré sur plus de 140 productions (théâtre, opéra, opérette et comédie musicale), jouées en Allemagne, en Autriche, en Suisse, en Chine, au Japon et en Corée du Sud.
Il a notamment mis en scène les œuvres de Leonard Bernstein,  de John Kander, du tandem Sylvester Levay / Michael Kunze, de Jonathan Larson, du duo Claude-Michel Schönberg / Alain Boublil, de Stephen Sondheim, d'Andrew Lloyd Webber ou encore de Frank Wildhorn.
Outre la mise en scène, il a signé les livrets de plusieurs productions musicales basées sur des films (Le Miracle de Berne, Fleur du désert, Goethe!, Paradis express) ou originales (Einstein: A Matter of Time). Il a également adapté en langue allemande des classiques de la scène américaine, tels que Once.

## Vie privée
En 2013, lors de la production des Misérables au Domplatz Open Air de Magdebourg, Gil Mehmert rencontre sa future épouse, la chanteuse Bettina Mönch (de).

## Principales productions
- 1995 : Lederfresse
- 1996 : Électre
- 2001 : Shockheaded Peter
- 2001 : J'ai engagé un tueur
- 2002 : On the Town
- 2009 : Das Leben des Siegfried au Nibelungenfestspiele Worms
- 2011 : Sunset Boulevard
- 2011 : Ein Mann geht durch die Wand
- 2012 : Les Sorcières d'Eastwick
- 2013 : Les Misérables
- 2014 : Jesus Christ Superstar
- 2014 : Ein Mann geht durch die Wand
- 2014 : Das Wunder von Bern
- 2015 : The Who’s Tommy
- 2015 : Cabaret
- 2016 : Hair
- 2016 : Evita
- 2016 : Sunset Boulevard
- 2017 : West Side Story
- 2017 : Sunset Boulevard
- 2018 : Heiß auf 2. Liga
- 2017 : Priscilla, folle du désert
- 2018 : Wahnsinn!
- 2018 : Hair
- 2018 : Catch Me If You Can
- 2018 : West Side Story
- 2019 : Ach, diese Lücke, diese entsetzliche Lücke
- 2019 : Jekyll et Hyde
- 2019 : Cabaret
- 2020 : Wüstenblume
- 2021 : Goethe!
- 2022 : Elisabeth
- 2022 - 2023 : Lady Bess
- 2023 : Beethoven
- 2023 : Rent
- 2023 : Un violon sur le toit
- 2023 : Jekyll et Hyde
- 2023 : Once
- 2023 : Next to Normal
- 2023 : La Bohème
- 2024 : Sweeney Todd
- 2025 : Einstein - A Matter of Time
- 2025 : Grease
- 2025 : Töchter einer neuen Zeit
- 2025 : Die Räuber

## Filmographie
- 1999 : Ukulele Blues (court métrage)
- 2003 : Aus der Tiefe des Raumes (de) (long métrage)
- 2010 : Freuden eines Kulturdezernenten (court métrage)
- 2011 : Sexy (clip vidéo de Tom Beck)

## Récompenses
- 2001 : Prix de la mise en scène au Impulse Festival
- 2005 : Prix de la meilleure production lors des Bavarian Theater Days
- 2006 : Prix Inthega
- 2008 : Prix Hamburg Rolf Mares
- 2019 : Prix Monica Bleibtreu
- 2020 : Prix du Théâtre Musical Autrichien
- 2021 : Prix de l’événement culturel de Cologne